# Teardrop Pond
Der Teardrop Pond (englisch für Tränenteich) ist ein kleiner Schmelzwassersee im westantarktischen Marie-Byrd-Land. In den Denfeld Mountains der Ford Ranges liegt er 1,5 km südwestlich des Greegor Peak.
Der United States Geological Survey kartierte ihn anhand eigener Vermessungen und Luftaufnahmen der United States Navy aus den Jahren von 1959 bis 1965. Das Advisory Committee on Antarctic Names gab ihm 1970 in Anlehnung an die Form des Sees einen deskriptiven Namen.